# Scylaticus tyligmus
Scylaticus tyligmus là một loài ruồi trong họ Asilidae. Scylaticus tyligmus được Londt miêu tả năm 1992. Loài này phân bố ở vùng nhiệt đới châu Phi.